# Ekonomická migrace
Ekonomická migrace je lidská migrace z jednoho regionu do druhého, protože dle očekávání migranta nejsou v jeho vlastní zemi životní podmínky či pracovní příležitosti dost dobré, a hledá proto zlepšení svého životního standardu jinde. Ekonomičtí migranti, kteří pracují mimo své domovské státy, se podle Organizace spojených národů nazývají migrační pracovníci.

## Legálnost
Mnoho zemí má imigrační a vízová omezení, která zakazují vstup do země osobám, které chtějí získat práci bez platného pracovního víza. Osobám, které jsou prohlášeny za ekonomické migranty, může být odmítnut vstup do země. Přítomnost takového migranta je označována za ilegální migraci. Uvnitř většiny současných států i uvnitř Evropské unie je ekonomická migrace legální.
Podle Vladislava Güntera z Centra pro integraci cizinců, který poskytl rozhovor pro projekt Faktus, může být jednodušší integrovat ekonomické migranty než azylanty. Ti totiž, na rozdíl od uprchlíků, mají jasné motivace a to vydělat peníze a zabezpečit rodinu.
Světová banka odhaduje, že remitence (finance posílané ekonomickými migranty do země původu) v roce 2009 dosahovala 420 miliard dolarů, z čehož bylo 317 miliard posláno do rozvojových zemí.